# Mikhail Tarielovich Loris-Melikov
Tarielovich Loris-Melikov (tiếng Nga: граф Михаил Тариелович Лорис-Меликов, tiếng Gruzia: მიხეილ ტარიელის ძე ლორის-მელიქიშვილი, tiếng Armenia: Միքայել Լորիս-Մելիքով; sinh ngày 20 tháng 12 năm 1825 mất ngày 10 tháng 12 năm 1888. Ông là một đại tướng kỵ binh của đế quốc Nga.